# Batalla de Winceby
La batalla de Winceby tuvo lugar el 11 de octubre de 1643 durante la Guerra Civil inglesa, cerca el pueblo de Winceby, Lincolnshire, aproximadamente 4 millas (6 km)  al este de Horncastle.

## Preludio
Durante el verano de 1643, los Realistas planeaban ganar la guerra avanzando sobre Londres. Sin embargo, antes de que esto pudiera ser imaginado,  sería necesario derrotar a las fuerzas Parlamentaristas que resistían en Hull y Plymouth; de otro modo, cuando las fuerzas Realistas avanzaran sobre Londres, las guarniciones de aquellas dos ciudades podrían atacarlos por la retaguardia.
Mientras estos ataques estaban en marcha, Carlos I de Inglaterra decidió hacer el mejor uso posible de su tiempo reduciendo Gloucester, la fortaleza más grande del Parlamento en el oeste. Las fuerzas parlamentaristas liberaron Gloucester el 5 de septiembre. El ejército luchó junto a las fuerzas Realistas en la Primera Batalla de Newbury; fue un empate táctico pero una victoria estratégica para los Paralamentaristas, quienes redujeron la probabilidad de que los Realistas atacaran Londres.